# Президентские выборы в Казахстане (2022)
Внеочередны́е вы́боры президе́нта Респу́блики Казахста́н (каз. Қазақстан Республикасы президентінің кезектен тыс сайлауы) прошли 20 ноября 2022 года. Должны были пройти, в соответствии с конституцией страны, не позже 1 декабря 2024 года. Президент Казахстана Касым-Жомарт Токаев в своём послании к народу Казахстана 1 сентября 2022 года предложил провести внеочередные президентские выборы 20 ноября 2022 года, также президент предложил сократить максимальное количество президентских сроков с двух до одного и увеличить срок президентства с пяти до семи лет.

## Предыстория
Предыдущие президентские выборы состоялись в 2019 году, когда исполняющий обязанности президента Касым-Жомарт Токаев официально избран вторым президентом Казахстана.
В то время многие политические обозреватели и наблюдатели считали его стойким сторонником Назарбаева. Предполагалось, что Токаев обеспечит политическую преемственность и в конечном итоге передаст власть старшей дочери Назарбаева, Дариге Назарбаевой. Последняя, впоследствии была назначена председателем казахстанского сената, самой высокопоставленной должности в президентской линии преемственности, после отставки Назарбаева в марте 2019 года после серии продемократических протестов.
Назарбаев продолжал считать себя фактическим лидером Казахстана из-за его пожизненного председательства в Совете Безопасности РК и он носил конституционный титул «Елбасы» («Лидер нации»), что позволило ему сохранить многие постпрезидентские исполнительные полномочия и значительное влияние на руководство Казахстан.
Однако, Токаев стал наращивать собственное политическое влияние, начиная с увольнения Дариги с поста сенатора в 2020 году, принял у Назарбаева бразды правления правящей партией «Нур Отан», руководство «Ассамблеей народа Казахстана», отстранил Назарбаева от его пожизненного поста в Совете Безопасности. Несмотря на растущее самоуправление Токаева, противоречащее Назарбаеву, его президентство подвергалось критике за отсутствие и несоответствие международным и демократическим стандартам.

## Календарный план проведения выборов

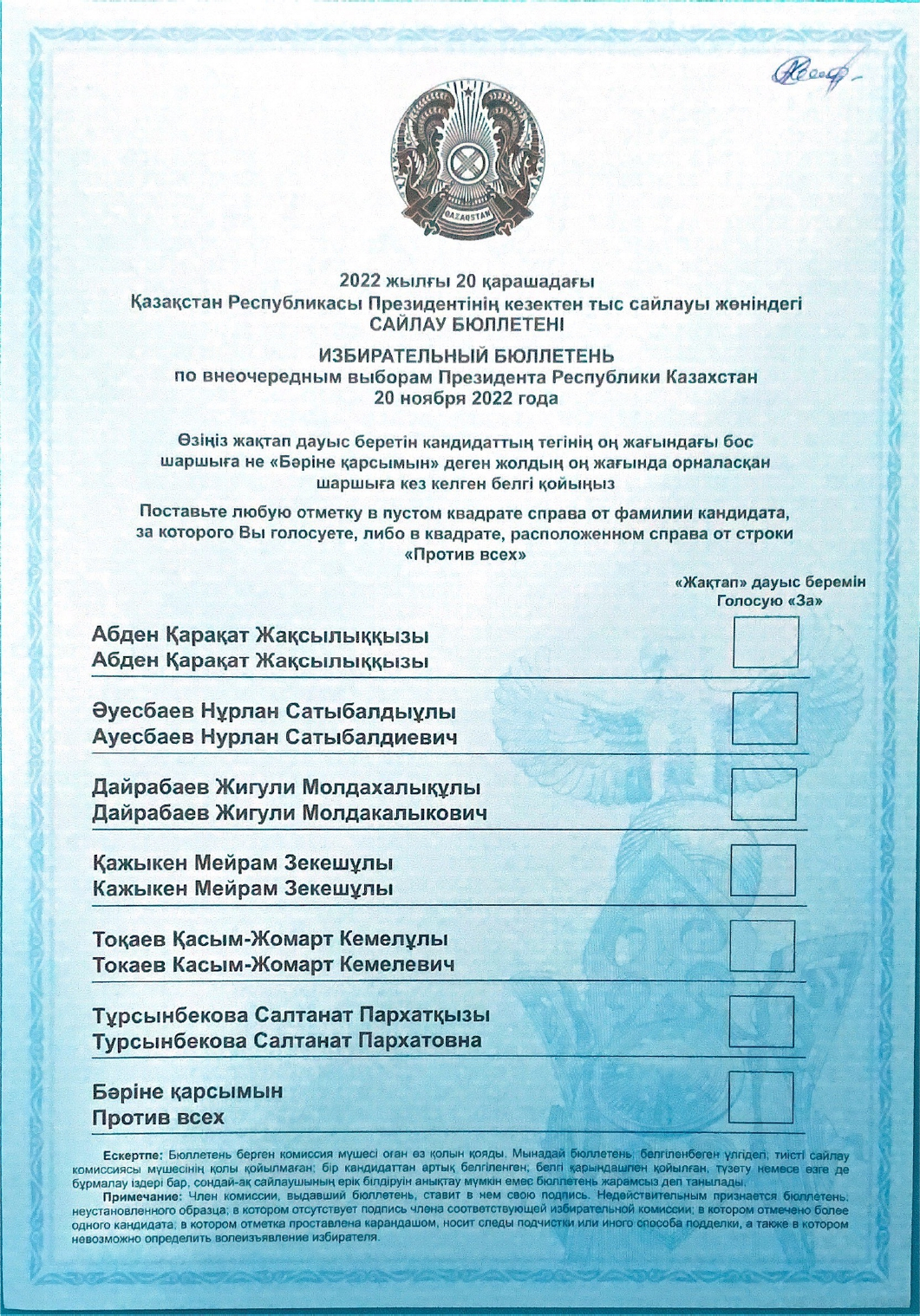
Бюллетень для президентских выборов в Казахстане (2022)

«Календарный план основных мероприятий по подготовке и проведению внеочередных выборов Президента Республики Казахстан, назначенных на 20 ноября 2022 год» утверждён постановлением Центральной избирательной комиссии Республики Казахстан от 22 сентября 2022 года № 65/538, в нём, в частности, определены следующие фазы выборов:
- 23 сентября — 11 октября 2022 г. в 18:00 часов (время местное): выдвижение кандидатов;
- 23 сентября — 21 октября 2022 в 18:00 часов (время местное): регистрация кандидатов;
- 21 октября 2022 г. в 18:00 часов (время местное) — 19 ноября 2022 в 00:00 часов (время местное): предвыборная агитация;
- 19 ноября 2022 г.: день тишины;
- 20 ноября 2022 г., с 07:00 по 20:00 часов (время местное) : день голосования;
- не позднее 27 ноября 2022 г: установление результатов выборов;
- не позднее 27 ноября 2022 г.: регистрация избранного президента.
- не позднее 30 ноября 2022 г.: опубликование в СМИ сообщения об итогах выборов Президента Республики Казахстан.

## Выдвижение кандидатов
Кандидатом может стать гражданин (гражданка) Казахстана удовлетворяющим всем следующим требованиям:
- с местом рождения в Казахстане;
- не моложе 40 лет;
- постоянно проживающий на территории Казахстана в течение 15 лет;
- обладающий пятилетним опытом работы на государственной службе или на выборных государственных должностях;
- владеющий государственным (казахским) языком.

Самовыдвижение на участие в президентских выборах не допускается. Кандидата должны выдвинуть политические партии или республиканские общественные объединения. Кандидат в президенты должен быть поддержан подписями не менее чем 1 % от общего числа избирателей, в равной мере представляющих не менее двух третей областей, городов республиканского значения и столицу Казахстана.
Кандидаты должны предоставить в ЦИК:
1. Выписку из протокола заседания высшего органа общественного объединения, партии о выдвижении кандидатом в президенты Республики Казахстан;
2. Заявление кандидата о его согласии баллотироваться кандидатом в президенты Республики Казахстан с приложением биографических данных;
3. Документ, удостоверяющий внесение избирательного взноса на счет Центральной избирательной комиссии Республики Казахстан;
4. Копию документа, удостоверяющего личность;
5. Копию диплома о высшем образовании,

а также сдать экзамен на достаточное владение казахским языком.
28 сентября на заседании центрального исполнительного комитета «Содружества профсоюзов Казахстана „Аманат“» (каз. аманат — достояние) кандидатом в президенты был выдвинут Мейрам Кажыкен, директор Института исследований современного общества, автор книг по развитию социально-экономической системы, адаптивной экономики и Концепции унифицированной системы оплаты труда Республики Казахстан, лидер инициативной группы по созданию партии «Yntymaq» (солидарность).
30 сентября прошёл XX внеочередной съезд Народно-демократической патриотической партии «Ауыл» (каз. ауыл — село), на котором кандидатом от партии был выбран Жигули Дайрабаев, с 2022 года — председатель Комитета агропромышленного комплекса президиума НПП «Атамекен».
1 октября на XIX внеочередном съезде Общенациональная социал-демократическая партия, заявляющая о себе как оппозиционной действующему режиму, выбрала кандидатом руководителя столичного филиала партии Нурлана Ауесбаева. Партия впервые за историю своего существования (с 2007 года) выдвинула своего кандидата в президенты.
2 октября стало известно, что гражданка Республики Польша этническая казашка Балли Мажец (урождённая Балжан Наурызбаева, уроженка Казахстана) пыталась выдвинуть себя кандидатом в президенты Республики Казахстан. ЦИК отказал в приёме документов по очевидным основаниям.
6 октября Касым-Жомарт Токаев был выдвинут кандидатом в президенты от «Народной коалиции политических партий и общественных объединений „За реформы Токаева“». В эту коалицию входят: Партия «Amanat», Народная партия Казахстана, Демократическая партия Казахстана «Ак жол» (каз. ақ жол — светлый путь), Республиканское общественное объединение «Организация ветеранов», Республиканское молодежное объединение «Qazaqstan team» (сборная Казахстана), Республиканское общественное объединение «Объединение депутатов маслихатов Казахстана», Республиканское общественное объединение «Совет генералов», Республиканское общественное объединение «Казахстанский союз спортсменов» и другие общественные организации.
7 октября Национальным альянсом профессиональных социальных работников была выдвинута кандидатом в президенты Каракат Абден, член Национальной комиссии по делам женщин и семейно-демографической политике при Президенте, внештатный советник акима Астаны.
В тот же день, 7 октября, Нуржан Альтаев, лидер безуспешно пытающейся зарегистрироваться партии «El tıregı» (национальная опора), подал документы в ЦИК РК. ЦИК сообщил, что Альтаев предоставил выписку из протокола заседания РОО «Мұқалмас» (несокрушимый), однако в комиссию также поступили заявления от ряда руководителей филиалов объединения о фальсификации протокола. По этому факту проводится проверка. 12 октября ЦИК Казахстана приостановила процесс регистрации Нуржана Альтаева кандидатом в президенты по требованию суда района Байконыр города Астаны. 17 октября судом рассмотрено гражданское дело по иску к РОО о фальсификации, установлено, что при проведении общего собрания большинство членов РОО проголосовало «Против» выдвижения Альтаева от имени РОО. Суд пришел к выводу, что оспариваемый протокол общего собрания противоречит требованиям Устава РОО и не соответствует действительности. В результате суд признал протокол общего собрания РОО недействительным. Таким образом, выдвижение Нуржана Альтаева отменено, повторное выдвижение невозможно в связи с истечением сроков. Согласно заявлению о предварительных результатах и выводах Миссия ОБСЕ по наблюдению за выборами совместной целью судебной системы и ЦИК РК явилось воспрепятствование Альтаеву Н. Б. в его регистрации в качестве кандидата в президенты РК. Так по мнению экспертов Миссии ЦИК отказала в выдвижении Нуржана Альтаева, после решения районного суда по гражданским делам Астаны, признавшего протокол о выдвижении в качестве кандидата недействительным. Пока дело рассматривалось в суде, процесс регистрации этого кандидата был «приостановлен» ЦИК, что помешало кандидату собрать подписи в свою поддержку. Приостановление не предусмотрено законом и, с практической точки зрения, означало, что кандидату не были выданы листы для сбора подписей. ЦИК заявила в ходе судебных слушаний, что в данном случае она действовала по своему усмотрению.
10 октября в ЦИК были представлены документы Талгата Ергалиева о его выдвижении кандидатом в президенты от Республиканского объединения юридических лиц «Союз строителей Казахстана».
В тот же день, 10 октября, Жуматай Алиев cдал документы в ЦИК РК для участия во внеочередных президентских выборах в качестве кандидата от общественного объединения «Халық демографиясы» (народная демография). В 2019 году Алиев пытался номинироваться на пост президента Казахстана, но тогда ЦИК было отказано в регистрации его кандидатуры: он не сдал экзамен на знание казахского языка.
11 октября Салтанат Турсынбекова выдвинута кандидатом в президенты от республиканского общественного объединения «Қазақ аналары — дәстүрге жол» (Казахские матери — путь к традициям). Салтанат Турсынбекова в разные годы работала в государственных структурах, Верховном суде, является активным членом общественного совета города Астаны, а также руководителем проекта «Казахстан без насилия в семье».
В тот же день, 11 октября, Хайрулла Габжалилов, уроженец Узбекистана, подал документы в ЦИК о выдвижении кандидатом в президенты от РОО «Объединение оралманов „Асар“» (каз. асар — взаимопомощь). Хайрулла Габжалилов в 90-х годах работал в составе группы дизайнеров, разрабатывавшей национальную валюту Казахстана — тенге.
11 октября были представлены документы Жанабаева Бакыта о его выдвижении кандидатом в президенты Республики Казахстан общественным объединением «Казахстанская лига любителей футбола».
11 октября Фатима Бизакова подала документы в Центральную избирательную комиссию для регистрации в качестве кандидата от общественного объединения «Практическая психология».
На этом завершились сроки подачи документов о выдвижении кандидатов в президенты Республики Казахстан на внеочередных президентских выборах 2022 года. Текущее число выдвинутых кандидатов — 12.

## Регистрация кандидатов
Первым кандидатом, которого зарегистрировала ЦИК, стал действующий глава государства — Касым-Жомарт Токаев.
| Кандидаты, выдвинутые политическими партиями и общественными объединениями | Кандидаты, выдвинутые политическими партиями и общественными объединениями                                                        | Кандидаты, выдвинутые политическими партиями и общественными объединениями                            | Кандидаты, выдвинутые политическими партиями и общественными объединениями                                                                                                | Кандидаты, выдвинутые политическими партиями и общественными объединениями | Кандидаты, выдвинутые политическими партиями и общественными объединениями |
| Кандидат                                                                   | Деятельность/должность (на момент выдвижения)                                                                                     | Субъект выдвижения                                                                                    | Статус | Дата установления соответствия                                             | Дата регистрации                                                           |
| -------------------------------------------------------------------------- | --- | --- | --- | -------------------------------------------------------------------------- | -------------------------------------------------------------------------- |
| Касым-Жомарт Токаев                                                        | Президент Республики Казахстан | Народная коалиция политических партий и общественных объединений «За реформы Токаева»                 | Зарегистрирован | 8 октября 2022                                                             | 12 октября 2022                                                            |
| Мейрам Кажыкен                                                             | Директор Института исследований современного общества                                                                             | Республиканское объединение профсоюзов «Содружество профсоюзов Казахстана „Аманат“»                   | Зарегистрирован | 8 октября 2022                                                             | 15 октября 2022                                                            |
| Жигули Дайрабаев                                                           | Председатель Комитета агропромышленного комплекса президиума Национальной палаты предпринимателей Республики Казахстан «Атамекен» | Народно-демократическая патриотическая партия «Ауыл»                                                  | Зарегистрирован | 9 октября 2022                                                             | 17 октября 2022                                                            |
| Каракат Абден                                                              | Член Национальной комиссии по делам женщин и семейно-демографической политике при Президенте РК                                   | Республиканское общественное объединение «Национальный альянс профессиональных социальных работников» | Зарегистрирована | 11 октября 2022                                                            | 19 октября 2022                                                            |
| Нурлан Ауесбаев                                                            | Председатель столичного филиала ОСДП                                                                                              | Общенациональная социал-демократическая партия                                                        | Зарегистрирован |                                                                            | 20 октября 2022                                                            |
| Салтанат Турсынбекова                                                      | Заместитель председателя Национальной комиссии по делам женщин и семейно-демографической политике РК                              | Республиканское общественное объединение «Қазақ аналары — дәстүрге жол»                               | Зарегистрирована |                                                                            | 20 октября 2022                                                            |
| Хайрулла Габжалилов                                                        | Индивидуальный предприниматель | Республиканское общественное объединение «Объединение оралманов „Асар“»                               | Отказано в регистрации (не является гражданином РК по рождению; стажа на государственной службе не имеет)                                                                 | 11 октября 2022                                                            | —                                                                          |
| Талгат Ергалиев                                                            | Председатель РОЮЛ «Союз строителей Казахстана»                                                                                    | Республиканское объединение юридических лиц «Союз строителей Казахстана»                              | Отказано в регистрации (РОЮЛ «Союз строителей Казахстана» не имеет статуса общественного объединения или партии; стаж 3 г. 4 м-ца на государственной службе недостаточен) | 10 октября 2022                                                            | —                                                                          |
| Фатима Бизакова                                                            | Психолог-коуч, бизнес-тренер | Республиканское общественное объединение «Практическая психология»                                    | Отказано в регистрации (стажа на государственной службе не имеет) | 11 октября 2022                                                            | —                                                                          |
| Нуржан Альтаев                                                             | Председатель Правления «Союза промышленников и предпринимателей „El tıregı“»                                                      | Республиканское общественное объединение «Мұқалмас»                                                   | Отказано в регистрации (протокол о выдвижении признан судом недействительным)                                                                                             | —                                                                          | —                                                                          |
| Жанабаев Бакыт                                                             | Сотрудник Комитета государственных доходов МФ РК                                                                                  | Республиканское общественное объединение «Казахстанская лига любителей футбола»                       | Отказано в регистрации (недостаточное число достоверных подписей) | 13 октября 2022                                                            | —                                                                          |
| Жуматай Алиев                                                              | Общественный деятель | Республиканское общественное объединение «Халық демографиясы»                                         | Отказано в регистрации (недостаточное число достоверных подписей) | 12 октября 2022                                                            | —                                                                          |

## Экзитполы
Всего на выборах 7 организаций уведомили Центральную избирательную комиссию о проведении социальных опросов, из них 3 организации проводили на выборах опросы в формате экзитпола: Институт общественной политики партии «Аманат», Институт комплексных социальных исследований Астана ОФ ИКСИ «СОЦИС-А» и Международный институт региональных исследований «Открытое общество». По данным всех трёх экзитполов действующий президент Касым-Жомарт Токаев набрал более 80 % голосов избирателей:
| Кандидат              | МИРИ ОО | ИОП Аманат | СОЦИС-А |
| --------------------- | ------- | ---------- | ------- |
| Каракат Абден         | 2,54 %  | 2,61 %     | 2,84 %  |
| Нурлан Ауесбаев       | 2,17 %  | 1,93 %     | 2,38 %  |
| Жигули Дайрабаев      | 3,33 %  | 2,67 %     | 3,68 %  |
| Мейрам Кажыкен        | 2,23 %  | 2,43 %     | 2,62 %  |
| Касым-Жомарт Токаев   | 82,45 % | 85,52 %    | 82,02 % |
| Салтанат Турсынбекова | 2,08 %  | 1,44 %     | 2,24 %  |
| Против всех           | 5,20 %  | 3,40 %     | 4,22 %  |

## Результаты
21 ноября Центральная избирательная комиссия объявила предварительные итоги выборов, 22 ноября — итоговые результаты. Действующий президент Касым-Жомарт Токаев победил в первом туре с результатом 81,31 % при общей явке избирателей 69,44 %.
| Кандидат              | Голоса    | Процент |
| --------------------- | --------- | ------- |
| Каракат Абден         | 206 206   | 2,60 %  |
| Нурлан Ауесбаев       | 176 116   | 2,22 %  |
| Жигули Дайрабаев      | 281 641   | 3,42 %  |
| Мейрам Кажыкен        | 200 907   | 2,53 %  |
| Касым-Жомарт Токаев   | 6 456 492 | 81,31 % |
| Салтанат Турсынбекова | 168 731   | 2,12 %  |
| Против всех           | 460 484   | 5,80 %  |
| Испорченные бюллетени | 349 469   | —       |
| Всего проголосовавших | 8 300 046 | 100 %   |

## Оценки
В начале 2022 года зазвучали мнения российских политологов о том, что массовые протесты в Казахстане — это начало подготовки к политическому циклу 2024 года и, в частности, к президентским выборам. Предполагалось, что голосование 2024 года должно было стать частью транзита власти, начавшегося в 2019 году с уходом Нурсултана Назарбаева. По оценкам экспертов, на фоне роста протестных настроений в обществе могла бы развернуться борьба между несколькими провластными кланами.
Между тем досрочные президентские выборы вызвали вопросы. В частности, людям было интересно, есть ли деньги на данную инициативу президента. Министр национальной экономики Алибек Куантыров заявил, что бюджета для проведения досрочных президентских выборов в Казахстане достаточно. Есть специально зарезервированные средства на инициативы президента.

## Критика
12 октября 2022 года Центральная избирательная комиссия РК, сославшись на определение суда и п. 3 ст. 76 Конституции РК, приостановила процедуру установления соответствия кандидата в Президенты РК Альтаева Н. Б. При этом действующий Закон РК «О выборах в РК» приостановление этой процедуры не предусматривает, а в п. 3 ст. 76 Конституции РК определение суда не упоминается. Что даёт основания полагать, что ЦИК РК в отношении Альтаева Н. Б. поступил неправомерно, о чем также заявил и сам Альтаев Н. Б. Согласно заявлению о предварительных результатах и выводах Миссия ОБСЕ по наблюдению за выборами совместной целью судебной системы и ЦИК РК явилось воспрепятствование Альтаеву Н. Б. в его регистрации в качестве кандидата в президенты РК. Так, по мнению экспертов Миссии, ЦИК отказала в выдвижении Нуржана Альтаева, после решения районного суда по гражданским делам Астаны, признавшего протокол о выдвижении в качестве кандидата недействительным. Пока дело рассматривалось в суде, процесс регистрации этого кандидата был «приостановлен» ЦИК, что помешало кандидату собрать подписи в свою поддержку. Приостановление не предусмотрено законом и, с практической точки зрения, означало, что кандидату не были выданы листы для сбора подписей. ЦИК заявила в ходе судебных слушаний, что в данном случае она действовала по своему усмотрению.